# Thỏ New Zealand lam
Thỏ New Zealand lam là một giống thỏ có nguồn gốc từ nước Anh. Chúng đã được công nhận bởi British Rabbit Club và được công nhận rộng rãi trên khắp Vương quốc Anh. Một sự kiện vào mùa thu năm 2015, tiêu chuẩn giống thỏ lam New Zealand được thông qua sau khi chúng lần đầu tiên được diễn tại Mỹ dưới sự tổ chức và tài trợ của Hiệp hội nhân giống thỏ Mỹ (Rabbit Breeders Association) tại Portland, Oregon. Chúng là một giống thỏ vừa phục vụ nhiều mục đích (kiêm dụng). Chúng có trọng lượng 9-12 pounds khi hoàn toàn trưởng thành ở thời điểm 8 tháng tuổi trở lên. Khi thể hiện mình trong cuộc thi, chúng được đánh giá cao chủ yếu vào kiểu hình và hình dáng cơ thể.

## Đặc điểm chung
Chúng là vật nuôi nhạy cảm với các yếu tố ngoại cảnh (chốn trạy, sợ tiếng động), khả năng thích ứng với môi trường kém. Sống trong nhà chúng sẽ được an toàn hơn. Cần tránh tiếp xúc với các loài động vật khác, đặc biệt là chuột. Nếu ban ngày chúng ăn không hết thức ăn thì cần vét sạch máng, nếu thừa chuột sẽ lên ăn và cắn chết thỏ, nhất là thỏ con mới đẻ.
Dạ dày chúng co giãn tốt nhưng co bóp yếu. Nhiều con bị chứng sâu răng hành hạ và có vấn đề về tiêu hóa. Chúng cũng bị mắc một số bệnh như bại huyết, ghẻ, cầu trùng, viêm ruột, do ăn thức ăn sạch sẽ, không bị nấm mốc. Nếu thấy chúng có hiện tượng phân hôi, nhão sau đó lỏng dần thấm dính đét lông quanh hậu môn, kém ăn, lờ đờ uống nước nhiều đó là bệnh tiêu chảy. 

## Chăm sóc
Cho ăn cà rốt có thể khiến chúng bị sâu răng, cũng như gây nên những vấn đề về sức khỏe khác. Cà rốt và táo chứa nhiều đường thực vật, chỉ nên cho thỏ ăn những loại này ít. Chúng thích cam thảo nhưng nó lại không tốt bởi thỏ không thể tiêu hóa đường. Chúng thông thường không ăn rau củ có rễ, ngũ cốc hoặc trái cây, đặc biệt là rau diếp. Nên cho thỏ ăn cỏ, cải lá xanh đậm như bắp cải, cải xoăn, bông cải xanh.
Luôn có thức ăn xanh trong khi chăm sóc, lượng thức ăn xanh cho chúng luôn chiếm 90% tổng số thức ăn trong ngày. Có thể cho chúng ăn thêm thức ăn tinh bột, không được lạm dụng vì chúng sẽ dễ bị mắc bệnh về đường tiêu hóa dẫn đến chết. Nhiều người cho rằng thỏ không cần uống nước là sai. Thỏ chết không phải do uống nước hay ăn cỏ ướt mà vì uống phải nước bẩn và ăn rau bị nhiễm độc.
Thỏ này ăn thức ăn được chia làm hai loại là thức ăn thô và thức ăn tinh. Thức ăn thô là cỏ, rau, củ, quả. Vì là động vật gặm nhấm nên thức ăn thô của thỏ chiếm 70-80% khẩu phần thức ăn hàng ngày, lượng cho ăn vào ban đêm nhiều gấp 2-3 lần ban ngày. Thức ăn tinh bao gồm các loại hạt chính phẩm hay phế phụ phẩm nông nghiệp như ngô, khoai, sắn, cám ngô, cám gạo. Thỏ con khi nuôi từ vài tuần đến 4 tháng chỉ cần cho ăn cám viên là đủ. Ăn thêm rau cỏ thỏ dễ bị tiêu chảy và chết.
Khi thỏ trưởng thành sức đề kháng tốt hơn thể cho ăn thêm rau, cỏ đã rửa sạch sẽ và để ráo nước. Hàng ngày nên cho thỏ ăn 2 bữa rau, 1 bữa cám để tăng lượng tinh bột. đối với thỏ sinh sản và thỏ con nên hạn chế cho ăn cám vì không tốt cho sức khỏe, nên tăng cường nhiều rau xanh. Thức ăn viên phải đảm bảo thành phần dinh dưỡng cho thỏ tăng trưởng theo thời gian nuôi: 
- Thỏ con nuôi đến trưởng thành: 8 - 10% protein, 2 - 4% lipid, 10 - 20% glucid và trên 4 tháng tuổi một ít chất xơ.
- Thỏ có thai và cho con bú: 10 - 15% protein, 5 - 7% lipid, 10 - 20% glucid và thức ăn xanh.
- Thỏ lứa: 30 - 50g cám viên, mỗi ngày chia làm 2 lần và thức ăn xanh.
- Thỏ đực giống, cái nuôi con và mang thai: 80 - 100g cám viên và thức ăn xanh.

Một số bệnh thỏ thường mắc phải như: bệnh bại huyết; bệnh tụ huyết trùng; bệnh cầu trùng, bệnh tiêu chảy; bệnh nấm ngoài da với các bệnh như trên cần thực hiện theo đúng các quy trình phòng bệnh và sử dụng các loại thuốc đặc trị như thuốc Biseptol trị tiêu chảy, thuốc Griseofulvin trị nấm, thuốc Ampicoli trị tụ huyết trùng... nhìn chung, khả năng kháng bệnh của thỏ khá cao, nên rủi ro thấp trong chăn nuôi.